# Akihiko Kamikawa
Akihiko Kamikawa (født 9. juli 1966) er en tidligere japansk fodboldspiller og træner.
Han har tidligere trænet Grulla Morioka.